# Major Tom (völlig losgelöst)
Major Tom ist ein Lied des deutschen Sängers Peter Schilling. Es wurde im November 1982 in Europa als Major Tom (völlig losgelöst) und im September 1983 in englischer Sprache unter dem Namen Major Tom (Coming Home) auch in den USA veröffentlicht. Es wurde zum Kultklassiker und erreichte internationale Popularität. Mit diesem Lied gilt Peter Schilling als einer der erfolgreichsten Interpreten der Neuen Deutschen Welle. Als Mitproduzent und Gitarrist fungierte Armin Sabol, des Weiteren hat Frank Hieber an der Produktion mitgewirkt.

## Hintergrund
Die fiktive Person Major Tom wurde von David Bowie in seinem Song Space Oddity (1969) erschaffen und auch von diversen anderen Sängern und Bands beschrieben. Das Thema der Songs ist das gleiche; Major Tom ist ein Astronaut, der die Erde beobachtet, nachdem klar ist, dass er aus nicht näher erläuterten Gründen nie mehr zur Erde zurückkehren wird.

## Veröffentlichung in Europa
Nach der Veröffentlichung im Herbst 1982 konnte die Single nur Platz 73 in den deutschen Singlecharts aufweisen. Vom damaligen Medienrummel um die Neue Deutsche Welle beflügelt, gelang dem Lied einige Wochen später der Durchbruch, wodurch es bis auf Platz eins der Charts kletterte und sich dort insgesamt acht Wochen halten konnte. Kurze Zeit später gelang dies auch in Österreich und der Schweiz. Im Laufe des Jahres wuchs der Erfolg der Single auch über den deutschsprachigen Raum hinaus und brachte Peter Schilling in vielen anderen Ländern wie Italien, Spanien, den Niederlanden und Frankreich hohe Chartpositionen ein. Im Juni 2022 erhielt die Single eine Doppelplatin-Schallplatte für über eine Million verkaufte Einheiten in Deutschland. Damit ist es das meistverkaufte NDW-Lied und zählt allgemein zu den meistverkauften Singles des Landes. Insgesamt verkaufte sich die Single weltweit über sechs Millionen Mal. Nach 41 Jahren erreichte das Lied erneut die Top 10 der deutschen Single-Charts, was für diese einen Rekord darstellt.

### Chartplatzierungen
| ChartsChartplatzierungen | Höchstplatzierung | Wochen |
| ------------------------ | ----------------- | ------ |
| Deutschland (GfK)        | 1 (45 Wo.)        | 45     |
| Österreich (Ö3)          | 1 (18 Wo.)        | 18     |
| Schweiz (IFPI)           | 1 (16 Wo.)        | 16     |

| ChartsJahrescharts (1983) | Platzierung |
| ------------------------- | ----------- |
| Deutschland (GfK)         | 1           |
| Österreich (Ö3)           | 13          |
| Schweiz (IFPI)            | 4           |

| ChartsJahrescharts (2024) | Platzierung |
| ------------------------- | ----------- |
| Deutschland (GfK)         | 67          |

### Auszeichnungen für Musikverkäufe
| Land/Region        | Auszeichnungen für Musikverkäufe (Land/Region, Auszeichnung, Verkäufe) | Verkäufe  |
| ------------------ | ---------------------------------------------------------------------- | --------- |
| Deutschland (BVMI) | 2× Platin                                                              | 1.000.000 |
| Insgesamt          | 2× Platin ·                                                            | 1.000.000 |

## Major Tom (Coming Home): englischsprachige Veröffentlichung
Nach dem großen Erfolg der deutschen Version in Europa strebte Peter Schilling auch Erfolg im englischsprachigen Raum an. Er nahm den Song auf Englisch auf und veröffentlichte die Single 1983/1984 in den USA, Kanada, Südafrika und einigen Teilen Europas. In Kanada und den USA schaffte es der Song auf Anhieb in die Charts. In den USA immerhin ein Top-20-Hit, schaffte es der Titel in Kanada sogar auf Platz eins; auch in Südafrika konnte er die Top Five der Charts erreichen. Einige Zeit später gelang dem Song auch der Einzug in die Charts in Großbritannien.
Das Album Fehler im System wurde in den USA und Kanada als Error in the System veröffentlicht. In Kanada wurde das Album auf Platz 33 der Charts gelistet, in den USA auf Platz 61.

## Rezeption

### Nachnutzung
Major Tom ist im offiziellen Soundtrack und Trailer des Deutschen Zentrums für Luft- und Raumfahrt (DLR) zur Mission ISS Horizons des deutschen Astronauten Alexander Gerst zu hören sowie auf den Hörspielen der von Peter Schilling ins Leben gerufenen Kinderbuchserie Der kleine Major Tom. Beim International Astronautical Congress 2018 der International Astronautical Federation (IAF) in Bremen gab es zu „Major Tom“ eine Welturaufführung der Deutschen Kammerphilharmonie Bremen unter der Leitung von Isaac Selya in einem klassischen Arrangement.
Die deutsche Fassung kommt in der 14. Folge (2. Staffel) der Serie The Blacklist zum Einsatz, ebenso in dem 2017 erschienenen US-amerikanischen Film Atomic Blonde.
Die englische Version wurde 2015 in der englischen Synchronfassung der deutschen Miniserie Deutschland 83 als Titelsong verwendet und gehört zum Soundtrack der Episode Bullet Points (Staffel 4, Episode 4, 2011) der US-amerikanischen Erfolgsserie Breaking Bad. (Siehe dazu auch Coverversionen.) In der Serie The Americans von 2016 ist der Song in der englischen Version in der 4. Staffel Folge 9 zu hören. In der Serie The Umbrella Academy wird der Song in der 5. Folge der 2. Staffel verwendet. In The Gay and Wondrous Life of Caleb Gallo wird der Song in der 4. Episode mehrmals verwendet. In der 14. Folge der 7. Staffel der Serie Young Sheldon, die zugleich das Serienfinale darstellt, wird die englische Version zu Beginn der Folge in einer Rückblende auf Höhepunkte der Serie verwendet. In Star Wars: Skeleton Crew findet das Lied für die Serie Verwendung.
Eine Instrumentalversion des Liedes wurde in den 1980er Jahren als Einführungsmusik der San Diego Sockers (1978–1996) verwendet. Einen besonderen Stellenwert erlangte das Lied in Mannheim: Während der Drittelpausen bei Heimspielen der Eishockeymannschaft Mannheimer ERC sangen die Fans so inbrünstig mit, dass Major Tom bis heute regelmäßig bei Spielen der Adler Mannheim in der Deutschen Eishockey Liga ertönt. Im März 2024 wurde der Refrain erstmals als Torhymne der deutschen Fußballnationalmannschaft gespielt, nachdem es zuvor eine Online-Petition – von 70.000 Personen unterzeichnet – gegeben hatte. Das Lied war zuvor Teil der Adidas-Kampagne für die deutschen Trikots zur Heim-EM gewesen. Aufgrund der positiven Resonanz gab der Deutsche Fußball-Bund im Juni 2024 bekannt, das Lied zur dauerhaften Torhymne bei Heimspielen bei allen Spielen von DFB-Vertretungen der Herren und Frauen zu wählen. Das Lied löst damit Kernkraft 400 von Zombie Nation ab.

### Coverversionen
- Otto Waalkes parodierte 1983 das Lied mit geändertem Text („Völlig vollgestopft mit Pfefferkuchen …“) im Rahmen eines Hänsel-und-Gretel-Medleys.
- Peter Schilling veröffentlichte 1994 eine Dance-Version unter der Bezeichnung Major Tom '94.[24]
- Der belgische Sänger Plastic Bertrand nahm 1983 eine Coverversion auf.
- Die amerikanische Sängerin Chiasm coverte den Song Ende der 1990er-Jahre und nahm sowohl eine englische als auch eine deutsche Version auf.
- Die deutsche Version gehört bei Live-Auftritten der amerikanischen Folk-Rock-Band The Hooters in Deutschland seit vielen Jahren zum Standardrepertoire.
- 2009 nahm die US-Band Shiny Toy Guns den Titel für einen Werbespot des Autos Lincoln MKS auf und kam damit erneut in die US-Charts.
- 2011 singt in der vierten Staffel der US-Serie Breaking Bad des Senders AMC der Drogenkocher Gale Boetticher (David Costabile) eine Karaoke-Version der englischen Version (teilweise in der vierten Episode und vollständig im Bonus-Material der DVD).
- Ende 2011 erschien eine weitere Cover-Version, gesungen von Janina Korn.
- William Shatner von Raumschiff Enterprise veröffentlichte 2011 auf seinem Album Seeking Major Tom eine Coverversion der englischen Version.
- 2011 veröffentlichte die österreichische Formation Global Kryner ebenfalls eine Coverversion auf ihrem Album Coverstories.
- 2012 veröffentlichte die kanadische Punk-Rock-Band Face to Face auf der Single All For Nothing eine Coverversion der Englischen Version.[25]
- 2013 veröffentlichte die deutsche Metalcore-Band Callejon im Rahmen des Coveralbums Man Spricht Deutsch ebenfalls eine eigene Version.
- 2013 veröffentlichte die Synth-Rock-Band Apoptygma Berzerk eine englische Coverversion mit deutschem Abspann, die aber auch schon früher bei Konzerten der Band live gespielt wurde.
- 2013 veröffentlichte die niederländische HandsUp-Formation Wrong Plane eine deutsche Coverversion Raumschiff beim Hamburger Label Tunnel Records.
- 2014 veröffentlichte die deutsche Grindcore-Band Milking the Goatmachine auf ihrem Coveralbum Greatest Hits – Covered in Milk eine Version des Songs.
- 2020 erschien eine neue Variante der deutschen Version auf dem Coveralbum „Gossenhauer“ der Punkrock-Band Radio Havanna mit Tüsn.
- In ihrem 2020 veröffentlichten Song Born to the Night auf dem Album Heaven & Hell verwendete Ava Max die Melodie für den Refrain, jedoch mit eigenem Text.
- Im Zuge ihrer Berlintour 2022 benutzte die deutsche Punkrockband Die Ärzte den Song als Intro für das Lied Zitroneneis.[26]